# Linia kolejowa 165 Plešivec – Muráň
Linia kolejowa 165 Plešivec – Muráň – linia kolejowa na Słowacji o długości 41 km, łącząca miejscowości Plešivec i Muráň. Jest to linia jednotorowa oraz niezelektryfikowana.